# Diallylphthalat
Diallylphthalat ist eine chemische Verbindung aus der Gruppe der Phthalsäureester.

## Gewinnung und Darstellung
Diallylphthalat wird konventionell durch Verestern von Phthalsäureanhydrid mit Allylalkohol oder Allylchlorid hergestellt.

## Eigenschaften
Diallylphthalat ist eine brennbare, schwer entzündbare, ölige, farblose bis gelbliche Flüssigkeit mit angenehmem Geruch, die sehr schwer löslich in Wasser ist. Es enthält im Molekül zwei ungesättigte Gruppen und kann daher direkt zu vernetzten Produkten polymerisieren. Die Polymerisation verläuft stark exotherm. Beim einer durch TBPB initiierten Polymerisation wurde ab 80 °C eine Polymerisationswärme von −245,8 kJ·mol−1 bzw. −998 kJ·kg−1 sowie durch AIBN initiiert eine Polymerisationswärme von −179,3 kJ·mol−1 bzw. −728 kJ·kg−1 gemessen.

## Verwendung
Diallylphthalat kann zur Herstellung (Polymerisierung) von Allylharzen mittels peroxidischer Katalysatoren verwendet werden. Es wird auch vielfach Polyester-Formmassen an Stelle des Styrols zugesetzt. Für die eigentlichen Diallylphthalat-Formmassen aber wird das monomere Diallylphthalat an einer der beiden Doppelbindungen durch ein besonderes Verfahren vorpolymerisiert. Dieses Prepolymere wird wie andere Harze zum Aufbereiten von härtbaren Formmassen entweder im Schmelzfluss- oder Flüssigharzverfahren (Harzlösung) eingesetzt. An der zweiten Doppelbindung kann das vorpolymerisierte Produkt dann weiter polymerisiert werden. Diallylphthalat-Polymerisate werden wegen ihrer ausgezeichneten Eigenschaften für vielfältige Zwecke verwendet (Radarhauben, Bauteile für die Kern- und Raketentechnik, …).

## Risikobewertung
Im Vergleich zu Phthalsäureestern mit gesättigten Alkoholen ist Diallylphthalat relativ toxisch. Bei einmaliger und wiederholter oraler Verabreichung treten vor allem periportal gelegene Leberzellnekrosen und fibrotische Läsionen auf. Diallylphthalat wirkt mäßig haut- und schleimhautreizend.
Diallylphthalat erwies sich in Bakterien als nicht mutagen. In Säugerzellen wurde bei zum Teil zytotoxischen Dosierungen ein klastogenes Potential beobachtet. In einer Kanzerogenitätsstudie erwies sich Diallylphthalat bei männlichen Ratten und weiblichen Mäusen als nicht kanzerogen. Die Ergebnisse bei weiblichen Ratten bzw. männlichen Mäusen wurden als fraglich positiv bewertet.
Diallylphthalat wurde 2012 von der EU gemäß der Verordnung (EG) Nr. 1907/2006 (REACH) im Rahmen der Stoffbewertung in den fortlaufenden Aktionsplan der Gemeinschaft (CoRAP) aufgenommen. Hierbei werden die Auswirkungen des Stoffs auf die menschliche Gesundheit bzw. die Umwelt neu bewertet und ggf. Folgemaßnahmen eingeleitet. Ursächlich für die Aufnahme von Diallylphthalat waren die Besorgnisse bezüglich der Einstufung als CMR-Stoff, Verbraucherverwendung und weit verbreiteter Verwendung. Die Neubewertung fand ab 2013 statt und wurde von Spanien durchgeführt. Anschließend wurde ein Abschlussbericht veröffentlicht.